# Schwedisches Rotvieh

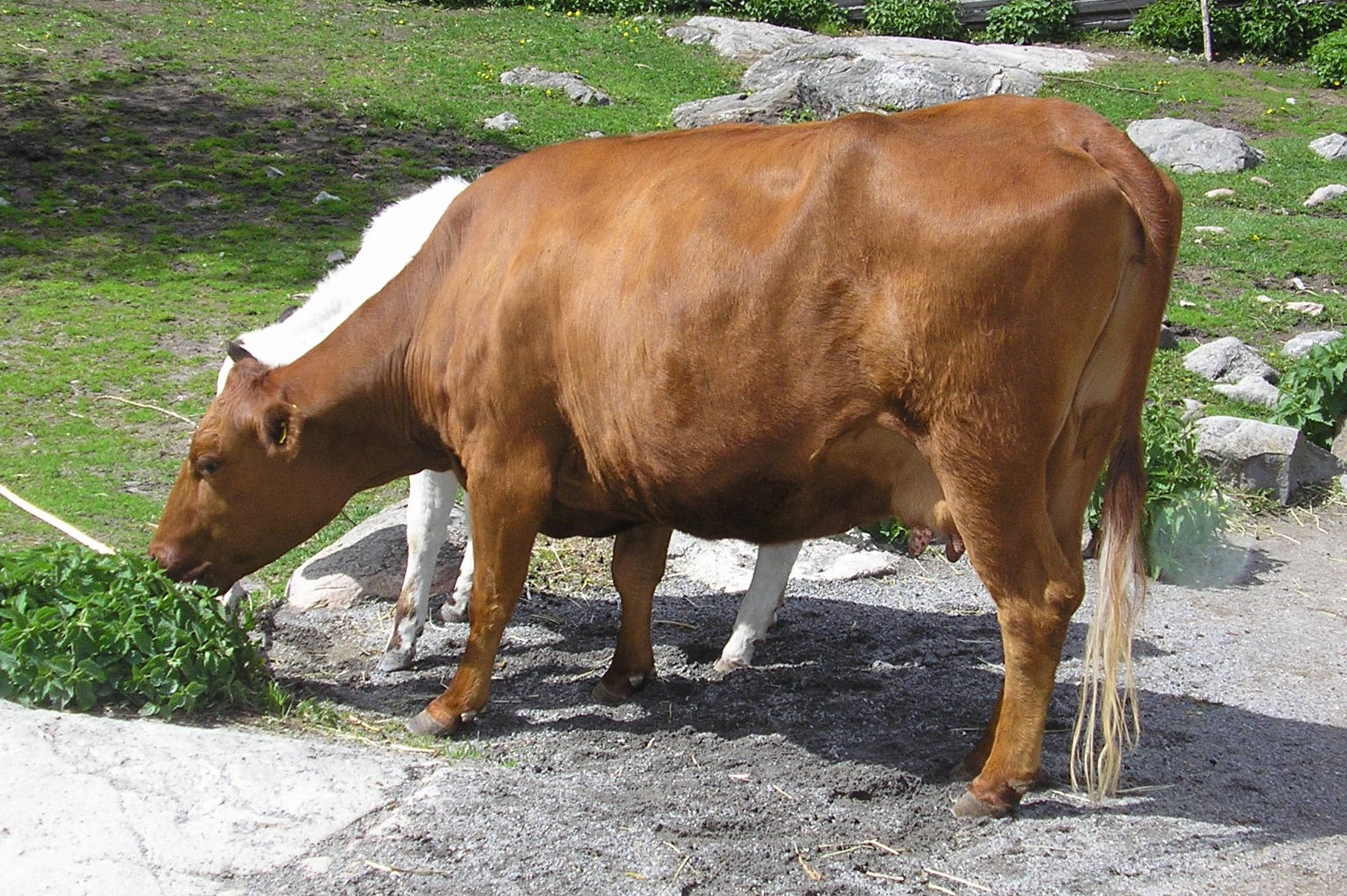
Schwedische Rotkuh

Die Hausrinderrasse Schwedisches Rotvieh, auch Schwedisches Rot-Weißvieh genannt, wird in Schweden als Svensk Rödbrokig Boskap bzw. Svensk Röd Och Vit Boskap bezeichnet und ist eine im Wesentlichen rot gezeichnete Rasse. Wie der zweite Name besagt, kommen auch rot-weiß gezeichnete Tiere vor.
Die Rasse entstand aus der Kreuzung von Schwedischen Rotvieh mit Ayrshire-Rindern und norwegischem Rotvieh.
Ausgewachsene Kühe der Rasse haben ein Gewicht von ca. 550 kg und ausgewachsene Bullen ein Gewicht von ca. 800 kg. Die Rasse wird im Wesentlichen zur Milcherzeugung genutzt, ist jedoch auch zur Fleischerzeugung geeignet.
Im Jahre 2005 leisteten 152.000 Kühe dieser Rasse 8599 kg Milch bei 4,33 % Fett und 3,50 % Eiweiß. Trotz der sehr hohen Milchleistung sinkt die Zahl der Tiere dieser Rasse in Schweden, weil das noch leistungsstärkere Holstein-Rind diese Rasse bedrängt.